# Isabel Allende Bussi
María Isabel Allende Bussi (Santiago, 18 de enero de 1945) es una socióloga y política socialista chilena. Está formada académica y profesionalmente como socióloga de la Universidad de Chile y tiene el grado de magíster en sociología alcanzado en la Universidad Autónoma de México, además de otra maestría en Ciencias Políticas de la FLACSO.
A nivel internacional, en su juventud y durante su exilio político de la dictadura militar, que vivió su país entre 1973 y 1990, recorrió el mundo denunciando las violaciones a los derechos humanos de dicho régimen, entrevistándose con jefes de Estado y personeros internacionales de todo el mundo en pos de la recuperación de la democracia en Chile. Luego del regreso a la democracia en su país y durante su carrera parlamentaria, se ha relacionado con autoridades internacionales en representación de Chile  y ha sido frecuentemente invitada como autoridad acompañante en los viajes presidenciales. En 2017 fue elegida vicepresidenta de la Internacional Socialista, organización que agrupa a los partidos socialdemócratas y socialistas del mundo. Desde el 11 de marzo de 2017 es, además, presidenta de la Comisión Parlamentaria Mixta Unión Europea – Chile, para consolidar y dinamizar los vínculos interparlamentarios entre los Estados que son parte de la comisión, y fomentar y perfeccionar el Acuerdo UE-Chile.
Fue diputada por dieciséis años seguidos entre 1994 y 2010 representando a localidades de la región de Coquimbo y de la Metropolitana (cuatro periodos legislativos consecutivos). Posteriormente, fue elegida como senadora por la región de Atacama (periodo 2010-2018) y, en noviembre de 2017, por la región de Valparaíso, periodo 2018-2026. Además, fue la primera mujer en alcanzar el cargo de presidenta del Senado de su país y la segunda en llegar a encabezar la Cámara de Diputados, este último en el período 2003-2004. 
En 2025 fue destituida como senadora por el Tribunal Constitucional tras haber firmado un contrato de compraventa de la casa de su padre con el Estado, con el fin de instaurarla como museo nacional. Si bien la compraventa no se concretó, la celebración de contratos con el Estado constituye una causal de cesación del cargo. Con esto se vuelve la primera senadora en ser destituida por un tribunal constitucional.
Militante socialista, fue presidenta de su partido entre 2015 y 2017. Además, entre 1990 y 2010, ocupó los cargos de primera vicepresidenta, de vicepresidenta de la Mujer, de encargada de Relaciones Internacionales y encargada de la Secretaría de Organizaciones Sociales del PS. Desde el año 2006 encabeza “Grandes Alamedas”, grupo interno de su partido, que reúne a distintas sensibilidades de la renovación socialista.
Es la tercera hija del expresidente Salvador Allende y de su esposa, Hortensia Bussi; es también prima segunda y tocaya de la escritora Isabel Allende Llona.

## Biografía

### Juventud
Desde muy joven vivió directamente la política, a través de la participación junto a sus padres de las principales campañas presidenciales y parlamentarias de Salvador Allende. Su padre además siempre recibía en familia a las muchas visitas que le efectuaban políticos de la época, dirigentes sociales, militantes, artistas e intelectuales nacionales e internacionales. Por lo mismo, la casa familiar de Guardia Vieja fue también conocida como "La Moneda Chica", aludiendo al Palacio Presidencial La Moneda.
“Recuerdo las campañas, cuando viajamos y se recorría de Arica a Magallanes, casi pueblo por pueblo, o como el Tren de la Victoria, que la gente ponía cosas en la línea para que parara, aunque no correspondiera y fuera muy tarde, entonces el Chicho se despertaba y salía y saludaba. Eso dejó algo imborrable, porque la identidad que se fue creando era impresionante y eso es lo que se llamaba el allendismo, esa capacidad de dialogar que tenía, de escucharlos a todos, aunque fueran grupos pequeños, siempre los escuchaba.
De la campaña de 1952 tengo recuerdos muy vagos, porque era muy chica, escuchando los resultados en la casa. Para la campaña de 1958 tuvimos una larga gira que duro cinco semanas, entre Puerto Montt, Chile Chico y Chiloé. Incluso en una tormenta, tuvimos que llegar a Bariloche y estuvimos dos días con un gran temporal, pero él era muy alegre, bueno para la talla, vital, y nos mantenía entretenidas. Después, al regreso a Chile, en Chiloé recorrimos en un lanchón y la capacidad que él tenía de pararse, conversar con todos, dialogar, era muy impresionante. Había una marca muy fuerte en él, que atraía a la gente.”
A diferencia de sus hermanas, Beatriz y Carmen Paz, Isabel fue atraída un tiempo por la Iglesia católica e hizo la primera comunión.
A los 17 años, en 1962, ingresó a la carrera de sociología y se incorporó a la brigada universitaria socialista Instituto Pedagógico de la Universidad de Chile. Al mismo tiempo, ingresó al Partido Socialista de Chile. Cinco años más tarde, acompañó a su padre al congreso del PS en Chillán.
Al terminar la Universidad, en el año 1967, se incorporó al Instituto de Capacitación e Investigación en Reforma Agraria (ICIRA) y trabajó como profesora auxiliar en la Escuela de Periodismo de la Universidad de Chile. Durante el gobierno de la Unidad Popular, ejerció como analista en la Biblioteca del Congreso Nacional, donde se desempeñó hasta El 11 de septiembre de 1973.

### Los días del Golpe de Estado
Chile sufrió un golpe de Estado el 11 de septiembre de 1973, cuando presidía el país Salvador Allende. Para aquel entonces, el primer matrimonio de Isabel con Sergio Meza, del que nació Gonzalo Meza Allende, ya había concluido. Cuando Allende se mudó a la residencia oficial de Tomás Moro 200, Isabel, a pedido de su padre, se instaló con su hijo Gonzalo, su segundo marido, el físico Romilio Tambutti, y la hija de ambos, Marcia, en la casa familiar de la calle Guardia Vieja.
En la mañana de ese día, recibió una llamada telefónica de Patricia Espejo, quien trabajaba con su padre en la Secretaría de la Presidencia, junto a su hermana Beatriz. Apenas recibió la llamada, emprendió camino en un automóvil Fiat 600 que poseía, y llegó a La Moneda pocos minutos antes de las nueve de la mañana. 

Su padre, desde un comienzo les dijo a sus hijas que no renunciaría a la presidencia del país y que les daría una lección moral a quienes lo estaban traicionando. Luego de muchas conversaciones, Salvador Allende le pidió a sus hijas que se retiraran antes que comenzara el bombardeo. Él les dijo que tenían que contar lo que estaba sucediendo al país y al resto del mundo. También se mostró muy preocupado porque Beatriz estaba embarazada, y su hija Maya era muy pequeña. El entonces presidente, también expresó que quería que Isabel se reuniera pronto con sus hijos. Isabel fue la última persona en lograr entrar en La Moneda, mientras Tambutti llevaba a los hijos a la casa de sus padres, en La Cisterna.
“En el rostro de mi padre advertí una mezcla de sorpresa e incredulidad cuando me vio, junto con lo que creo era una íntima satisfacción de sentirse cerca de sus dos hijas, aunque -debo reconocerlo- nuestra presencia lo perturbaba profundamente. Poco después, nos reunió a todos los presentes en el Salón Toesca. Recuerdo de sus palabras la decisión de quedarse en La Moneda, porque ése era su lugar, el que correspondía a un presidente constitucional. Dijo que él no iba a dimitir y que había rechazado las ofertas de abandonar el país. Pidió, en cambio, que sus asesores dejaran el Palacio, ya que no estaban entrenados para usar armas y porque el mundo debía conocer lo que pasaba“.
Isabel salió del Palacio de la Moneda junto a su hermana Beatriz Allende y la periodista y Jefa de Prensa de la Presidencia, Frida Modak y a Nancy Julian, esposa de Jaime Barrios, que era el Gerente del Banco Central, quienes se encontraban en La Moneda. Jaime Barrios fue uno de los detenidos desaparecidos del Palacio Presidencial. Desde ahí se dirigieron hacia la casa de una compañera de trabajo que les acogió, y esa noche se enteraron de la muerte del Presidente Salvador Allende, y que la madre de Isabel había salido de la residencia presidencial de Tomás Moro cuando también bombardearon esa casa, refugiándose en el domicilio de Felipe Herrar, que era el director del Banco Interamericano del Desarrollo en Chile.[cita requerida]

Isabel se comunicó con el entonces embajador de México en Chile, Gonzalo Martínez Corbalá, quien les ayudó a salir del país. 
"Por mi parte, me comuniqué con el entonces embajador de México en Chile, Gonzalo Martínez Corbalá, quien inmediatamente vino a buscarme. Llegó en un auto diplomático mexicano grande y negro, que no se usaban mucho, y me recuerdo que nos detuvieron a lo menos unas 8 veces en controles militares, pero Gonzalo Martínez –que era además un hombre muy elegante y buen mozo- bajaba el vidrio y con una voz muy segura decía “soy el embajador de México y estoy autorizado a circular” y les pasaba el papel por la nariz, que a nadie se le ocurrió leer, por suerte, porque solo autorizaba a llevarme a mí y a mis dos hijos. 
Finalmente logramos llegar a la Embajada de México, y ahí dejamos a Nancy Julian y a Frida Modak. Inmediatamente me subo al auto con Gonzalo y nos fuimos a la casa de Felipe Herrera, a buscar a Tencha, y nos encontramos con la sorpresa que Tencha nos dice “no, yo no me muevo, por qué no me voy a ir de Chile, este es mi país, no salgo”.Ahí comenzó la diplomacia de Gonzalo diciéndole a mi madre “yo lo que quiero hacer es tenerla como invitada en la Embajada” y en esa forma logramos que Tencha aceptara, y pudimos llegar nuevamente a la Embajada de México. Allí estuvimos desde el 12 en la tarde, hasta el día 15 de septiembre, cuando dan los salvoconductos. Por cierto, Gonzalo me ayudó a buscar a mis hijos Gonzalo y Marcia, que estaban en otra casa, y eso fue el día 13. De hecho, Gonzalo se llevaba muy bien con mi hijo Gonzalo y siempre le decía “tocayo juguemos ajedrez”. También llegó mi hermana Carmen Paz con sus hijos. En la Embajada de México hubo momentos en que llegó a haber más de 800 asilados. El más gracioso era el cineasta Álvaro Covacevich, que imitaba la voz del Embajador, llamaba y hacia pedidos a su nombre, y esa era la parte lúdica, dentro de tanta tragedia."
El trayecto entre la Embajada y el aeropuerto el día 15 fue un viaje lleno de controles militares. Varios embajadores acompañaron a la familia Allende en una caravana de buses y autos, para poder tener la certeza que la familia del fallecido presidente saliera del país en las mejores condiciones, teniendo en cuenta lo que sucedía en esos momentos en Chile. En dicha noche salían del país no sólo la familia Allende, sino los primeros exiliados como la familia del doctor Oscar Soto y otros mexicanos y chilenos.[cita requerida]
Isabel aterrizó en México un 16 de septiembre, que es el Día Nacional de México. Los esperaba el presidente de México, Luis Echeverría, su esposa, María Esther Zuno, con el gabinete completo. La familia Allende llegaba con la ropa que traían del país, mientras que el gabinete del presidente de México se presentó con en el más riguroso luto: todos los hombres de trajes y corbatas negras, todas las mujeres vestidas de negro.

### En el exilio
Isabel, su madre y su hermana Carmen Paz, obtuvo asilo político en México, país que las acogió íntegramente y donde pasó 16 años de exilio antes de volver a Chile en 1989, en el tramo final del régimen militar. Como se adelantó, durante su exilio recorrió el mundo denunciando las violaciones a los derechos humanos, entrevistándose con jefes de Estado y personeros internacionales en pos de la recuperación de la democracia en Chile. En sus años de exilio en México D.F., además realizó una maestría en Sociología en la Universidad Autónoma de México y otra en Ciencias Políticas de FLACSO tras lo cual comenzó a trabajar en el Instituto Latinoamericano de Estudios Transnacionales (ILET – México).
"En ese largo período de quince años estuve en múltiples foros de derechos humanos, acompañando a Tencha y siendo recibidas por las más importantes autoridades internacionales, como Francois Mitterrand, Felipe González, Andreas Papandreus, Fidel Castro, Gabriel García Márquez, Roberto Matta, Melina Mercouri, entre otros, que solidarizaron con la causa chilena y cooperaron por diversas vías para ayudar a las víctimas de violaciones, familiares de detenidos desaparecidos, exiliados, y a través de múltiples programas que contribuyeron a generar instancias laborales o promover la libertad política y cultural en el país."

### Regreso a Chile
Isabel estuvo exiliada hasta 1988, cuando regresó por primera vez bajo amenaza de deportación, sin tener autorización de ingreso, la cual fue cursada en el momento que cruzó la Cordillera de Los Andes. Desde Chile organizó la vuelta de su madre, el 4 de septiembre de 1989.

Asimismo, en 1990, junto a su madre, su hermana Carmen Paz y su hijo Gonzalo, Isabel constituyó la Fundación Salvador Allende. La primera actividad que realizaron fue el funeral de Salvador Allende –junto con el gobierno del presidente Patricio Aylwin-: trasladaron sus restos desde el Cementerio Santa Inés de Viña del Mar, hasta el mausoleo familiar en el Cementerio General de Santiago, y realizaron sus exequias como correspondía a su figura. 
"Fue un momento muy emotivo, de reparación y reencuentro de las fuerzas democráticas. De igual forma, en mi calidad de directora de la Fundación, comenzamos a trabajar para recuperar las obras que conformaron el Museo de la Solidaridad, durante el gobierno de mi padre, en 1972, y que habían quedado repartidas en distintas instituciones, la gran mayoría escondidas. Por otra parte, empezamos a traer los cuadros donados fuera, en los llamados “Museos de la Resistencia”, e instalamos la primera sede, ubicada en Virginia Opazo."
Otra de las iniciativas que se iniciaron fue la elaboración e instalación del Monumento al Presidente Salvador Allende, en la Plaza Constitución, y que hoy es un punto de reunión permanente tanto para las actividades conmemorativas, como de visitas de figuras internacionales y turistas de todas partes del mundo.[cita requerida]

### Participación en el Partido Socialista de Chile
Al regresar a Chile, Isabel se incorporó activamente al Partido Socialista, integrando la Comisión Política de su partido y siendo parte de la directiva en el proceso de Unidad Socialista. En 1990 asumió como vicepresidenta encargada de Relaciones Exteriores del PS, que había unido a las orgánicas de lo que fueran los sectores conocidos como “Renovación Socialista” y “Almeydista”, junto a una parte del MAPU Gazmuri, para posteriormente también incorporarse el sector conocido como MAPU Garretón.[cita requerida]
Entre los años 1990 y 2009 ocupó los cargos de primera vicepresidenta, de vicepresidenta de la Mujer, de encargada de Relaciones Internacionales y encargada de la Secretaría de Organizaciones Sociales.[cita requerida]
Como vicepresidenta de la Mujer fue una de las principales impulsoras por promover una amplia participación de las mujeres en la política y en cargos públicos, apoyando la incorporación a las concejalías, alcaldías y diputaciones. Así mismo, a comienzos del primer gobierno de la presidenta Bachelet, desde la Mesa del PS de Chile, defendió la paridad en los equipos gubernamentales, para que se generara el primer gabinete paritario en el país.
Desde el año 2006 encabeza “Grandes Alamedas” grupo interno del Partido Socialista, que reúne a distintas sensibilidades de la renovación socialista, de la izquierda socialista, mujeres y jóvenes, que buscaban cambiar la conducción partidaria.[cita requerida]
El 7 de mayo de 2011 fue elegida presidenta del XXIX Congreso del Partido Socialista de Chile, “Eugenio González Rojas”, siendo la segunda mujer en ocupar este cargo, después de Michelle Bachelet. Encabezó la coordinación de las conmemoraciones de los 40 años del golpe de Estado y los 80 años del Partido Socialista de Chile en 2013.[cita requerida]
El 26 de abril de 2015 fue elegida por su partido como la primera mujer presidenta del Partido Socialista de Chile, en 83 años de historia, compitiendo con otras tres listas, alcanzando un 62% de los votos y la mayoría de los cupos del Comité Central, elección que contó con la votación de más 33.000 militantes, la más concurrida desde 1990.[cita requerida]
En su presidencia, volvió a inscribir PS en los registros del Estado, de acuerdo a la nueva ley de partidos políticos, siendo el primer partido en lograr su inscripción, y donde un importante número de ellos fueron nuevos militantes y muchos jóvenes que lo hicieron por primera vez.[cita requerida]
Asimismo, en las elecciones municipales del 2016, su partido mantuvo su votación de alcaldes y aumentó en 10 su número de concejales.

### Carrera parlamentaria
Una vez retornada la democracia en Chile, fue elegida diputada en 1994 por el Valle del Choapa, incluyendo Illapel, Canela, Combarbalá, Los Vilos, Monte Patria, Punitaqui y Salamanca. Posteriormente, desde marzo de 1998 hasta marzo de 2010, fue diputada por tres períodos consecutivos, en el entonces Distrito 29, en la Región Metropolitana, representando a las comunas de Puente Alto, La Pintana, Pirque y San José de Maipo. En 2003, cuando se cumplieron 30 años del Golpe de Estado, fue la segunda mujer en ejercer el cargo de presidenta de la Cámara de Diputados, convirtiéndose en la segunda mujer en llegar a encabezar este cuerpo legislativo después de Adriana Muñoz.
A partir del 11 de marzo de 2010, fue senadora por la tercera circunscripción de la región de Atacama; entre marzo de 2011 y marzo de 2012 fue jefa de la bancada del PS. En 2017 fue elegida por la región de Valparaíso.
Durante 2015 se situó consistentemente como la figura política mejor evaluada de Chile, lo cual posibilitó el respaldo a su precandidatura a la presidencia del país por la Nueva Mayoría, generando revuelo internacional, pero renunció a ello el 28 de octubre siguiente.
El 10 de septiembre de 2023 fue condecorada por el Presidente de México, Andrés Manuel López Obrador, con la Orden Mexicana del Águila Azteca.

#### Destitución
El 3 de abril de 2025 el Tribunal Constitucional acordó destituirla de su cargo de senadora, aunque no dictó sentencia en esa fecha.

## Trabajo político y parlamentario

### Principales leyes impulsadas
Dentro de las principales leyes de la cual es autora y/o promotora, destacan la Ley del Divorcio; el Derecho a Voto de las y los Chilenos en el Exterior; la Ley que permite que personas discapacitadas puedan ejercer el cargo de jueces y notarios; y la Ley de Interrupción del Embarazo en tres causales. En el marco de la probidad, impulsó políticamente la ley que establece la cesación en el cargo parlamentario para quien sea condenado por haber financiado su campaña electoral con aportaciones obtenidas de manera ilegal o fraudulenta.
En el año 2017, participó en la tramitación de en los siguientes proyectos de ley: nueva educación pública, aborto en 3 causales, ley de identidad de género, reforma al código de aguas, subsecretaría de la niñez, modernización de la cancillería, transferencia de competencias y el proyecto de ley que crea el Servicio de Biodiversidad y Áreas Protegidas. 

### Aportes en biodiversidad y medio ambiente
La expresidenta del Senado ha trabajado activamente en el Proyecto de Ley que crea el Servicio de Biodiversidad y Áreas Protegidas, ingresado por el Ejecutivo durante el segundo gobierno de Bachelet, llamando a los ministros y el gobierno de Bachelet a darle urgencia al proyecto de ley en más de una ocasión,   incluso sosteniendo que debe ser el toque final del legado ambiental de Michelle Bachelet hacia el país y el mundo.
Durante 2016, Allende presidió la Comisión de Minería y Energía del Senado y fue relevante en la tramitación de la ley de transmisión eléctrica (Ley N.° 20.936), siendo elegida por unanimidad por senadores y diputados para encabezar la comisión mixta que se conformó para tal efecto, donde se aprobó una norma que obligaba al Ministerio de Energía Chileno a realizar una evaluación ambiental estratégica en cada provincia o provincias donde se encuentren uno o más polos de desarrollo energético.
En la discusión del proyecto de ley que regula el derecho a residir, permanecer y trasladarse hacia y desde el territorio especial de Isla de Pascua, la senadora abogó por la necesidad de controlar el crecimiento demográfico de la humanidad para conservar la naturaleza, además de la necesidad de controlar el turismo en la isla para poder hacer una efectiva conservación del patrimonio cultural y natural del pueblo Rapa Nui.
En su calidad de parlamentaria, varias veces ha aportado asumiendo la defensa política ante autoridades de comunidades que enfrentan conflictos socioambientales, frecuentemente articulando con las autoridades competentes. En el año 2017, ayudó a comunidades de la comuna de Puchuncaví y de Algarrobo. Específicamente, en la comunidad de Algarrobo, ha asumido la defensa política el Islote Pájaro Niño de cara a los daños que ha causado una concesión marítima que ha generado la disminución de la población del Pingüino de Humboldt, generando una reunión con el ministro de Defensa y la subsecretaria de Defensa para efectos de pedirle al ministro que no renueve la concesión marina.

En temas ambientales ha expresado en más de una ocasión que la conservación de la naturaleza aumenta el crecimiento económico en vez de ser una limitante:
"El verdadero camino al crecimiento y desarrollo es uno en que toda la sociedad obtiene bienestar de la naturaleza en un marco que busca la prosperidad integral y perdurable, es decir, sustentable. Ello solo es posible si la sociedad comprende realmente el valor que la naturaleza nos entrega. La vía al desarrollo sustentable no pasa por debatir falsamente entre crecimiento y protección del medio ambiente, sino por entender que la conservación de nuestro patrimonio ambiental potencia el crecimiento. Por lo mismo, debemos tomar decisiones estratégicas como Estado con una mirada a largo plazo, hacer grandes inversiones en ciencia y tecnología, y mejorar la institucionalidad ambiental para cuidar nuestra naturaleza."
A nivel de uso del borde costero, la senadora se ha manifestado a favor de la conservación del patrimonio ambiental y patrimonial de Valparaíso, específicamente respaldando la prohibición de la Corte Suprema de la construcción del Mall Barón en el Muelle Barón en el borde costero de Valparaíso.

### Recursos hídricos
En materia de recursos hídricos, la senadora ha defendido la priorización del consumo humano en el marco regulatorio del agua en Chile. En el año 2012, ingresó un proyecto de ley de reforma constitucional que asegura el consumo humano del agua (Boletín 8355-07), el cual se tramitó en la comisión de recursos hídricos, refundiéndose con otras mociones parlamentarias. En el año 2017, en ocasiones votó en contra de indicaciones presentadas por el segundo gobierno de Michelle Bachelet en el marco del proyecto de ley de Reforma al Código de Aguas (Boletín 7543-12), abogando por la necesidad criterios de sustentabilidad y disponibilidad de recursos hídricos. En la tramitación de la misma reforma sobre el régimen de recursos hídricos, defendió la necesidad de aplicar un caudal ecológico mínimo a las centrales de generación hidroeléctrica que operaban dentro de áreas protegidas tales como parques nacionales, en un contexto en que otros legisladores y el gobierno pretendían exceptuar a la generación hidroeléctrica de la necesidad de la aplicación de un caudal ecológico mínimo para su funcionamiento.
También participó de la tramitación del proyecto de ley que introduce modificaciones al marco normativo que rige las aguas en materia de fiscalización y sanciones, recalcando la necesidad de tener una regulación en función del interés público para las aguas del país.

### Igualdad e identidad de género
En su calidad de parlamentaria, ha respaldado la causa de la identidad de género, la interrupción del embarazo en tres causales y la participación de las mujeres en política. Ha condenado también la violencia contra la mujer. Como se adelantó, entre los años 1990 y 2009, fue Vicepresidenta de la Mujer del Partido Socialista, cargo desde el cual fue una de las principales impulsoras por promover una amplia participación de las mujeres en la política y en cargos públicos, apoyando la incorporación a las concejalías, alcaldías y diputaciones. Así mismo, a comienzos del primer gobierno de la presidenta Bachelet, desde la Mesa del PS de Chile, defendió la paridad en los equipos gubernamentales, para que se generara el primer gabinete paritario en el país.

### Otras causas que ha respaldado

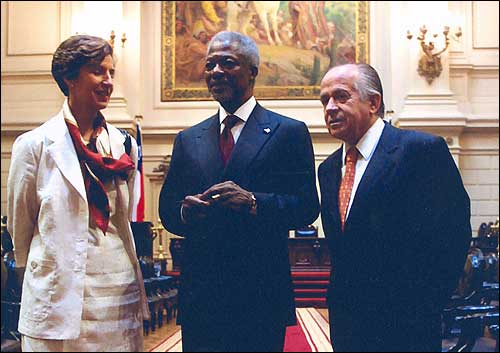
Isabel Allende junto a Kofi Annan y Andrés Zaldívar.

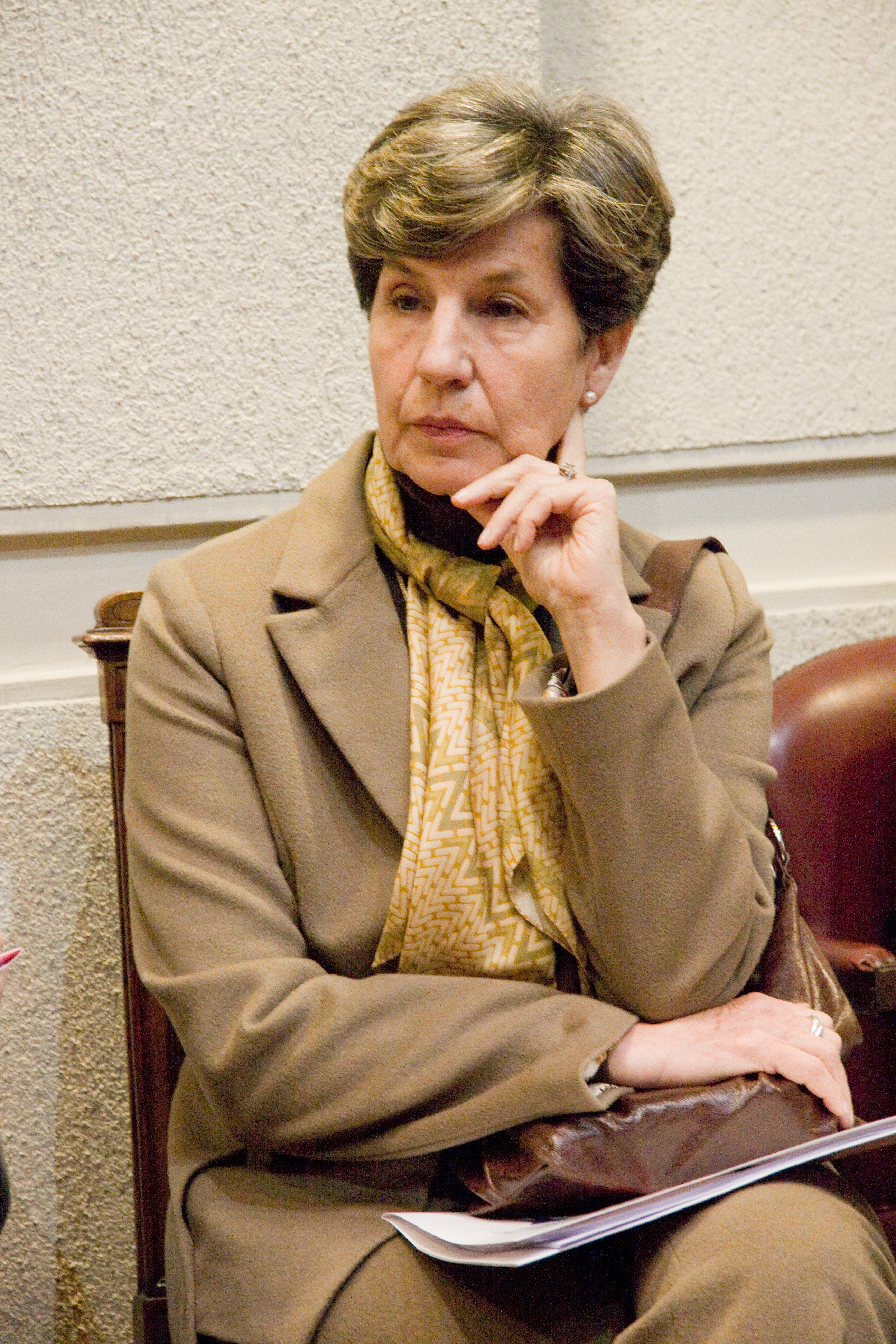
Isabel Allende.

La senadora ha respaldado la protección de los derechos de los niños vulnerables, una nueva Constitución para Chile, los derechos de las personas discapacitadas. También ha pedido el cierre de cárceles especiales para violadores a derechos humanos.
Ha articulado a comunidades de pescadores con autoridades tal como el ministro del interior para tratar temas laborales y de seguridad social.

### Presidenta del Senado
El 11 de marzo de 2014 fue elegida presidenta del Senado, siendo la primera mujer en alcanzar dicho cargo en los 203 años de vida republicana de esa institución. En esa calidad, le traspasó la banda presidencial a la presidenta Michelle Bachelet, cuando ella inició el ejercicio de su segundo mandato. Durante su periodo en la presidencia del Senado, se aprobó la Reforma Tributaria, la Reforma Laboral, se inició la Reforma Educacional, se puso fin al Sistema Binominal y se estableció la Ley de Cuotas. De igual forma, se eliminó el MultiRUT de las empresas y se aprobó el 20% de música chilena en las radios, entre otras.

## Controversias
En enero de 2025 la senadora, junto a su sobrina y ministra de Defensa Nacional, Maya Fernández, se vio involucrada en la venta de la casa de Salvador Allende —ubicada en Guardia Vieja 392— al Estado, que vulneraba el artículo 60 de la Constitución de la República, el cual prohíbe a los parlamentarios celebrar contratos con el Estado. La venta generó la renuncia de la ministra de Bienes Nacionales, Marcela Sandoval.Posteriormente también renunció la ministra Fernández.
El 3 de abril de 2025, el Tribunal Constitucional acordó la destitución de Isabel Allende Bussi de su cargo de senadora, siendo la primera senadora en la historia en ser destituida por este órgano jurídico.

## Historial electoral
La senadora Allende ha sido cuatro veces diputada de la república y dos veces senadora (el segundo período no lo cumplió completamente por ser destituida del cargo) lo cual implicó un total de 31 años de experiencia en el cargo de parlamentaria. Representando en distintos periodos a las regiones de Atacama, Coquimbo, Valparaíso y Metropolitana.

### Elecciones parlamentarias de 1993
- Elecciones parlamentarias de 1993 para Diputado por el distrito 9 (Combarbalá, Canela, Illapel, Los Vilos, Punitaqui, Salamanca  y Monte Patria)[64]

### Elecciones parlamentarias de 1997
- Elecciones parlamentarias de 1997 para Diputado por el distrito 29 (Puente Alto, La Pintana, Pirque y San José de Maipo)[65]

### Elecciones parlamentarias de 2001
- Elecciones parlamentarias de 2001 para Diputado por el distrito 29 (Puente Alto, La Pintana, Pirque y San José de Maipo)[66]

### Elecciones parlamentarias de 2005
- Elecciones parlamentarias de 2005 para Diputado por el distrito 29 (Puente Alto, La Pintana, Pirque y San José de Maipo)[67]

### Elecciones parlamentarias de 2009
- Elecciones parlamentarias de 2009 para Senador por la Circunscripción 3, Región de Atacama (Alto del Carmen, Caldera, Chañaral, Copiapó, Diego de Almagro, Freirina, Huasco, Tierra Amarilla y Vallenar)[68]

### Elecciones parlamentarias de 2017
- Elecciones parlamentarias de 2017 para senador por la 6.ª Circunscripción (Región de Valparaíso)[69]

Este período no fue cumplido íntegramente por ser destituida del cargo por el Tribunal Constitucional.